# Distretto di Sougueur
Il distretto di Sougueur è un distretto della provincia di Tiaret, in Algeria.

## Comuni
Il distretto di Sougueur comprende 2 comuni:
- Sougueur
- Faidja
- Si Abdelghani
- Tousnina